# 뮤직블로그 (라디오 프로그램)
뮤직블로그는 G1 Fresh FM(원주 103.1 춘천 105.1 강릉 106.1 태백 99.3 평창 88.3, 평창 방림 90.5, 속초 101.3MHz)에서 2005년 7월 4일부터 현재까지 매일 밤 1시부터 3시까지 방송하는 G1 Fresh-FM의 라디오 음악 프로그램이다.

## 같이 보기
- G1방송
- G1 Fresh FM
- SBS 파워FM
  - 애프터 클럽 (01:00-03:00)